# Мариупольская улица (Николаев)
Мариупольская у́лица (укр. Маріупольська вулиця) — улица в исторической части города Николаева.

## Местоположение
Мариупольская улица — поперечная улица в Городовой части старого Николаева. В настоящее время она ограничена с севера Адмиральской улицей, а с юга — улицей Пограничной. Её протяженность — около двух километров.

## История
В 1822 году полицмейстер Павел Фёдоров предложил для улицы название Соборная, поскольку она начиналась от задней стены Адмиралтейского собора. Однако проект Фёдорова не утвердил военный губернатор Алексей Грейг.
В 1835 году полицмейстер Григорий Автономов предложил название Московская улица — по направлению на Москву, по которому ориентирована улица, и потому что она выходила к Московской заставе, располагавшейся у Ингульской переправы. Название же Соборная получила другая улица.
После начала вторжения России на Украину городской голова Александр Сенкевич сообщил о начале подготовки документов на переименование улицы Московской на Мариупольскую. 28 июля 2022 года по решению Николаевского городского совета улица была переименована.

## Памятники и здания
- В доме № 1 располагается государственный архив Николаевской области.
- В доме № 9 находятся Николаевская областная универсальная научная библиотека имени А. М. Гмырёва и широкоформатный кинотеатр «Родина».[1]
- В доме № 30 жил революционер Виктор Ногин, приехавший в Николаев в 1903 году для укрепления комитета большевиков для борьбы с меньшевиками, которые пытались захватить комитет РСДРП. При активном участии Ногина была создана подпольная типография, где печатались листовки с призывами против русско-японской войны и царского самодержавия. 7 марта 1904 года полиция обнаружила подпольную типографию, и Ногин вместе с другими членами комитета был арестован. В память о пребывании Ногина в Николаеве на доме установлена мемориальная доска.[1]